# Championnat de Grèce de football 2023-2024
Navigation
2022-2023 2024-2025
La saison 2023-2024 de Super League est la 88e édition de la première division grecque, et la 65e édition sous sa forme actuelle.
Le championnat est composé de quatorze équipes, incluant deux équipes promues de deuxième division, qui s'affrontent dans un premier temps à deux reprises sur vingt-six journées pour un total de 182 matchs. À l'issue de ces rencontres, la compétition se divise en deux poules distinctes accueillant respectivement les six premiers et les huit derniers du classement final de la première phase afin de déterminer, dans le premier cas, le vainqueur du championnat ainsi que les places européennes, et dans le deuxième les relégués en fin de saison.
L'AEK Athènes FC est le tenant du titre.

## Équipes participantes
AEK Athènes
Atromitos
Panathinaïkos
AE Kifisia FC
Légende des couleurs
- Troisième tour de qualification de la Ligue des champions 2023-2024
- Deuxième tour de qualification de la Ligue des champions 2023-2024
- Troisième tour de qualification de la Ligue Europa 2023-2024
- Deuxième tour de qualification de la Ligue Europa Conférence 2023-2024
- Promu de deuxième division

| Équipe           | Présent depuis | Classement 2022-2023 | Stade                          | Capacité |
| ---------------- | -------------- | -------------------- | ------------------------------ | -------- |
| AEK Athènes      | 2015           | 1er                  | Stade Agia Sophia              | 31 100   |
| Panathinaïkos    | 1959           | 2e                   | Stade Apóstolos Nikolaïdis     | 16 620   |
| Olympiakós       | 1959           | 3e                   | Stade Karaïskaki               | 32 115   |
| PAOK Salonique   | 1959           | 4e                   | Stade de Toúmba                | 28 700   |
| Aris Salonique   | 2018           | 5e                   | Stade Kleánthis-Vikelídis      | 22 800   |
| Volos FC         | 2019           | 6e                   | Stade municipal Neapoli        | 2 500    |
| OFI Crète        | 2018           | 7e                   | Stade Theódoros-Vardinogiánnis | 9 088    |
| Atromitos FC     | 2010           | 8e                   | Stade Peristeri                | 10 000   |
| PAS Giannina     | 2020           | 9e                   | Stade Zosimades                | 7 652    |
| Asteras Tripolis | 2009           | 10e                  | Stade Theodoros Kolokotronis   | 7 616    |
| Panetolikós FC   | 2013           | 11e                  | Stade Panetolikós              | 7 000    |
| PAS Lamía        | 2017           | 12e                  | Stade municipal de Lamia       | 6 000    |
| Panserraikos FC  | 2023           | 1er (D2)             | Stade de Serrès                | 9 500    |
| AE Kifisia FC    | 2023           | 2e (D2)              | Stade Michalis Kritikopoulos   | 4 850    |

## Compétition

### Première phase

#### Règlement
Le classement est établi sur le barème suivant : une victoire rapporte trois points, un match nul en rapport un tandis qu'une défaite n'octroie aucun point.
À égalité de points, les critères de départage sont les suivants : 
1. plus grand nombre de points dans les confrontations directes ;
2. plus grande différence de buts dans les confrontations directes ;
3. plus grande différence de buts générale ;
4. plus grand nombre de buts marqués ;
5. moins grand nombre de buts encaissés.

#### Classement
| Rang | Équipe            | Pts | J  | G  | N  | P  | Bp | Bc | Diff |
| ---- | ----------------- | --- | -- | -- | -- | -- | -- | -- | ---- |
| 1    | PAOK Salonique    | 60  | 26 | 19 | 3  | 4  | 66 | 21 | +45  |
| 2    | AEK Athènes T     | 59  | 26 | 17 | 8  | 1  | 60 | 25 | +35  |
| 3    | Olympiakós        | 57  | 26 | 18 | 3  | 5  | 58 | 24 | +34  |
| 4    | Panathinaïkos     | 56  | 26 | 17 | 5  | 4  | 62 | 21 | +41  |
| 5    | Aris Salonique    | 42  | 26 | 12 | 6  | 8  | 39 | 29 | +10  |
| 6    | PAS Lamía         | 34  | 26 | 9  | 7  | 10 | 35 | 44 | -9   |
| 7    | Asteras Tripolis  | 31  | 26 | 9  | 4  | 13 | 36 | 46 | -10  |
| 8    | Atromitos FC      | 28  | 26 | 6  | 10 | 10 | 29 | 44 | -15  |
| 9    | Panserraikos FC P | 27  | 26 | 6  | 9  | 11 | 28 | 45 | -17  |
| 10   | OFI Crète         | 25  | 26 | 5  | 10 | 11 | 26 | 44 | -18  |
| 11   | Panetolikós FC    | 20  | 26 | 4  | 8  | 14 | 26 | 46 | -20  |
| 12   | Volos FC          | 20  | 26 | 4  | 8  | 14 | 24 | 49 | -25  |
| 13   | AE Kifisia FC P   | 19  | 26 | 3  | 10 | 13 | 28 | 56 | -28  |
| 14   | PAS Giannina      | 18  | 26 | 3  | 9  | 14 | 25 | 48 | -23  |

Qualifications
- 1er à 6e : qualification pour le groupe championnat
- 7e à 14e : qualification pour le groupe relégation

Abréviations
- T : Tenant du titre
- P : Promu de deuxième division

### Deuxième phase

#### Règlement
À l'issue de la première phase, les équipes sont divisées en deux groupes. Les six premiers au classement sont ainsi intégrés au groupe championnat, dans lequel sont déterminés le vainqueur de la compétition ainsi que la répartition des places européennes, tandis que les huit derniers sont placés dans le groupe relégation, qui sert à déterminer les équipes reléguées.
Dans les deux cas, chaque équipe conserve l'intégralité de ses statistiques de la première phase. Les équipes se rencontrent à nouveau à deux reprises, une fois à domicile et à l'extérieur.
Le classement est établi sur le barème suivant : une victoire rapporte trois points, un match nul en rapport un tandis qu'une défaite n'octroie aucun point.
À égalité de points, les critères de départage sont les suivants : 
1. plus grand nombre de points dans les confrontations directes des deux phases ;
2. plus grande différence de buts dans les confrontations directes des deux phases ;
3. meilleur classement de la première phase.

#### Groupe championnat
| Rang | Équipe          | Pts | J  | G  | N | P  | Bp | Bc | Diff |
| ---- | --------------- | --- | -- | -- | - | -- | -- | -- | ---- |
| 1    | PAOK Salonique  | 80  | 36 | 25 | 5 | 6  | 87 | 34 | +53  |
| 2    | AEK Athènes T   | 78  | 36 | 23 | 9 | 4  | 80 | 39 | +41  |
| 3    | Olympiakós C4   | 74  | 36 | 23 | 5 | 8  | 78 | 36 | +42  |
| 4    | Panathinaïkos C | 72  | 36 | 22 | 6 | 8  | 82 | 37 | +45  |
| 5    | Aris Salonique  | 55  | 36 | 16 | 7 | 13 | 51 | 45 | +6   |
| 6    | PAS Lamía       | 35  | 36 | 9  | 8 | 19 | 43 | 78 | -35  |

Qualifications européennes
Ligue des champions 2024-2025
- 1er : deuxième tour de qualification

Ligue Europa 2024-2025
- C4 : phase de ligue
- C : deuxième tour de qualification

Ligue Conférence 2024-2025
- 2e : deuxième tour de qualification

Abréviations
- T : Tenant du titre
- C : Vainqueur de la Coupe de Grèce 2023-2024
- C4 : Vainqueur de la Ligue Europa Conférence 2023-2024

#### Groupe relégation
| Rang | Équipe            | Pts | J  | G  | N  | P  | Bp | Bc | Diff |
| ---- | ----------------- | --- | -- | -- | -- | -- | -- | -- | ---- |
| 7    | Panserraikos FC P | 38  | 33 | 9  | 11 | 13 | 37 | 53 | -16  |
| 8    | Asteras Tripolis  | 38  | 33 | 11 | 5  | 17 | 40 | 55 | -15  |
| 9    | Panetolikós FC    | 36  | 33 | 9  | 9  | 15 | 36 | 49 | -13  |
| 10   | OFI Crète         | 35  | 33 | 7  | 14 | 12 | 36 | 50 | -14  |
| 11   | Atromitos FC      | 34  | 33 | 7  | 13 | 13 | 36 | 53 | -17  |
| 12   | Volos FC          | 33  | 33 | 8  | 9  | 16 | 36 | 58 | -22  |
| 13   | AE Kifisia FC P   | 28  | 33 | 6  | 10 | 17 | 38 | 68 | -30  |
| 14   | PAS Giannina      | 23  | 33 | 4  | 11 | 18 | 33 | 62 | -29  |

Relégation en deuxième division
- 13e et 14e : relégation

Abréviations
- P : Promu de deuxième division

## Parcours en Coupes d'Europe
| Club           | Compétition             | Résultat                                               | Ultime(s) adversaire(s) | Ultime(s) adversaire(s) | Ultime(s) adversaire(s) |
| -------------- | ----------------------- | ------------------------------------------------------ | ----------------------- | ----------------------- | ----------------------- |
| AEK Athènes    | Ligue des champions     | Barrages (renversé en Ligue Europa)                    | Royal Antwerp           | Royal Antwerp           | Royal Antwerp           |
| AEK Athènes    | Ligue Europa            | Phase de groupes                                       | Brighton & Hove         | Olympique de Marseille  | Ajax Amsterdam          |
| Panathinaïkós  | Ligue des champions     | Barrages (renversé en Ligue Europa)                    | SC Braga                | SC Braga                | SC Braga                |
| Panathinaïkós  | Ligue Europa            | Phase de groupes                                       | Villarreal CF           | Stade rennais           | Maccabi Haïfa           |
| Olympiakós     | Ligue Europa            | Phase de groupes (renversé en Ligue Europa Conférence) | West Ham United         | SC Fribourg             | TSC Bačka Topola        |
| Olympiakós     | Ligue Europa Conférence | Vainqueur                                              | ACF Fiorentina          | ACF Fiorentina          | ACF Fiorentina          |
| PAOK Salonique | Ligue Europa Conférence | Quarts de finale                                       | Club Bruges             | Club Bruges             | Club Bruges             |
| Aris Salonique | Ligue Europa Conférence | Troisième tour de qualification                        | Dynamo Kiev             | Dynamo Kiev             | Dynamo Kiev             |

## Bilan de la saison
| Championnat de Grèce de football 2023-2024 |                           |
| Champion                                   | PAOK Salonique (4e titre) |
| Dauphin                                    | AEK Athènes               |
| Coupes et trophées                         |                           |
| Vainqueur de la Coupe de Grèce 2023-2024   | Panathinaïkos             |
| Qualifications continentales               |                           |
| Ligue des champions 2024-2025              | PAOK Salonique            |
| Ligue Europa 2024-2025                     | Olympiakós                |
| Ligue Europa 2024-2025                     | Panathinaïkos             |
| Ligue Conférence 2024-2025                 | AEK Athènes               |
| Promotions et relégations                  |                           |
| Promus en Super League                     | APO Levadiakos            |
| Promus en Super League                     | GS Kallithéa              |
| Relégués en Super League 2                 | AE Kifisia FC             |
| Relégués en Super League 2                 | PAS Giannina              |